# MyDefrag
MyDefrag (früher JkDefrag), ist ein Freeware-Defragmentierungs- und Optimierungsprogramm für Windows-Rechner, das fragmentierte Festplatten in drei Schritten (Analysieren, Defragmentieren und Optimieren) neu ordnet. Es verteilt die Daten dabei in drei Zonen, in Verzeichnisse, zusammenhängende Dateien und große Dateien.
Der Optimierungsprozess der Daten erfolgt durch Zuweisung sowie Sortierung dieser in dafür vorhergesehene Zonen nach Dateinamen, Zugriffszeit, Größen usw. Durch die vorhandene Implementierung einer DLL-Bibliothek kann MyDefrag ebenso aus Programmiersprachen heraus genutzt werden.

## Entwicklung und Aufbau
Der Vorgänger JkDefrag wurde von Jeroen Kessels bereits im Jahr 2004 als freies Open-Source-Defragmentierungstool für Windows entwickelt und veröffentlicht.
Im Jahr 2008 wurde JkDefrag von seinem Entwickler in MyDefrag umbenannt. Die wichtigste Änderung ist die Einbeziehung einer Skriptsprache. MyDefrag basiert auf der Standard-Programmierschnittstelle (API) des Defragmentierungsprogramms von Microsoft, welches bei Windows im Lieferumfang grundsätzlich vorhanden ist. Alle Versionen sind auf der Grundlage dieser API aufgebaut.
Merkmale von MyDefrag sind eine grafische Benutzeroberfläche sowie die Wrap-Around-Fragmentierung. Das bedeutet, dass im Grunde nicht verschiebbare Sektoren mit bereits konventionell fragmentierten Daten verknüpft werden. Dadurch bedingt, soll die Anzahl von leeren Datenzwischenräumen minimiert und mehr Daten in den schnelleren Bereichen der Festplatte geladen werden. Die enthaltenen Scripts von MyDefrag verwenden vorhandene Prefetch-Dateien von Windows.
Im Juni 2015 kündigte Jeroen Kessels die Schließung der Software-Website zum 1. Oktober 2015 an. Eine Weiterentwicklung der fünf Jahre alten Software hält er für unwahrscheinlich, schließt es aber nicht völlig aus. Eine Freigabe des Quellcodes von MyDefrag stellt für ihn keine Option dar, da er diesen an mehrere Kunden lizenziert hat. Im Gegensatz dazu ist der LGPL-lizenzierte Open-Source-Quellcode von JkDefrag, wenn auch nicht auf der originalen Homepage, immer noch über diverse Quellen erhältlich.